# Riedelella dmitrievae
Riedelella dmitrievae är en plattmaskart som beskrevs av Timoshkin OA 200. Riedelella dmitrievae ingår i släktet Riedelella och familjen Rhynchokarlingiidae. Inga underarter finns listade i Catalogue of Life.